# 命令替换
命令替换是一个实现命令交互的方法。它将一个命令的输出作为参数传给另一个命令。命令替换最初出现在 1979 年 Unix 7 的 Bourne shell 中。这之后的所有 Unix shell 中都有它的存在。这一特性后来也被其他编程语言采用，包括 Perl、PHP、Ruby、Powershell 以及微软的 CMD.exe 中的 FOR  和 ( ) 命令。

## 语法和解析方式
Shell 通常用创建一个子进程的方式实现命令替换。该子进程运行第一个命令，并将它的标准输出通过管道返回给 shell ，shell 会读取得到的输出并以空格作为分隔来解析。在管道关闭或者子进程终止前，shell 会一直等待，因为它无法确定子进程是否完成了全部的输出。因此，shell 会等待第一个子进程运行结束，然后才创建第二个子进程并运行下一个命令。
这个 C shell 示例演示了如何利用fgrep搜索包含 malloc的所有C文件，并使用vi对搜索到的文件进行编辑。这里的`...`是原始风格的语法，即使用反引号作为分隔符。这一风格被所有常见的Unix shell支持。
```
#!/bin/csh

vi
 
`
fgrep
 
-l
 
malloc
 
*.c
`

```

存在对于语法和解析方式的不同观点和反对意见。
尽管命令替换的语法易于输入（这对交互式命令处理器来说很重要），但由于这种语法下的左右分隔符相同，因此在遇到嵌套使用时很难使用。Kornshell(ksh) 借鉴了变量替换的语法风格，使用$(...)解决了这个问题。今天大多数的 Unix shell 和PowerShell都支持这种语法。
```
#!/bin/sh

vi
 
$(
fgrep
 
-l
 
malloc
 
*.c
)

```

将输出按空格做分隔来解析的做法也遭到了批评。这种做法在早期的 Unix 系统上表现良好，因为它的文件名中不包含空格，但在现代的 Windows 和 Linux 系统中，由于文件名可能会包含空格，导致这样的解析方式无法正确工作。例如，在先前的两个示例中，如果通配符匹配到的文件名包含空格，该文件名将被拆分成两个单独的参数传给shell，这显然和预期不符。Hamilton C shell通过双反引号符号``...``解决了这个问题：它只在换行符处解析。

这是一个使用PowerShell中的()运算符进行命令替换的示例：
```
$MyVariable
 
=
 
(
ls
)

echo 
$MyVariable

```

## 表达式替换
在相关的编程语言 Common Lisp 和 Scheme 中，可以使用反引号（或称为“准引号”）运算符标记的表达式来调用功能。类似地，在 ABC 编程语言中，可以在文本显示（字符串字面量）中使用反引号括起来的表达式。例如，ABC 语言中的命令 WRITE '2 + 2 = 2+2' 的输出结果为 2 + 2 = 4。